# Financiële thriller
Een financiële thriller is een subgenre van de thriller, waarin de spanningselementen van een thriller worden gecombineerd met verhaallijnen die zich concentreren op financiële malversatie, manipulatie en misleiding, fraude, het witwassen van gelden, frauduleuze effectentransacties in de top van het bedrijfsleven en financiële instellingen. 
Er is sprake van een zekere overlapping met andere thrillergenres als de avonturenroman, de detectiveroman, de misdaadroman en de spionageroman. De financiële thriller richt zich echter meer op de handelwijze van grote ondernemingen en financiële instellingen.
Bankiers, bestuursvoorzitters, directieleden en het management van grote ondernemingen spelen belangrijke (hoofd)rollen naast complexe financiële constructies. Financiële thrillers zijn meestal fictie maar kunnen wel degelijk gebaseerd zijn op waargebeurde feiten.

## Auteurs
Auteurs die tot het genre worden gerekend zijn onder anderen:
- Tom Bernard
- David Bledin
- Charles Epping
- Joseph Finder
- Stephen Frey
- James Grippando
- Andrew Gross
- Richard Hains
- David Liss
- Cyrus Moore
- Ken Morris
- Christopher Reich
- Michael Ridpath
- Gregor Vincent